# Brachythecium venustum
Brachythecium venustum là một loài rêu trong họ Brachytheciaceae. Loài này được De Not. mô tả khoa học đầu tiên năm 1867.